# 旧海軍省 (サンクトペテルブルク)
座標: 北緯59度56分15秒 東経30度18分31秒 / 北緯59.937601度 東経30.308576度

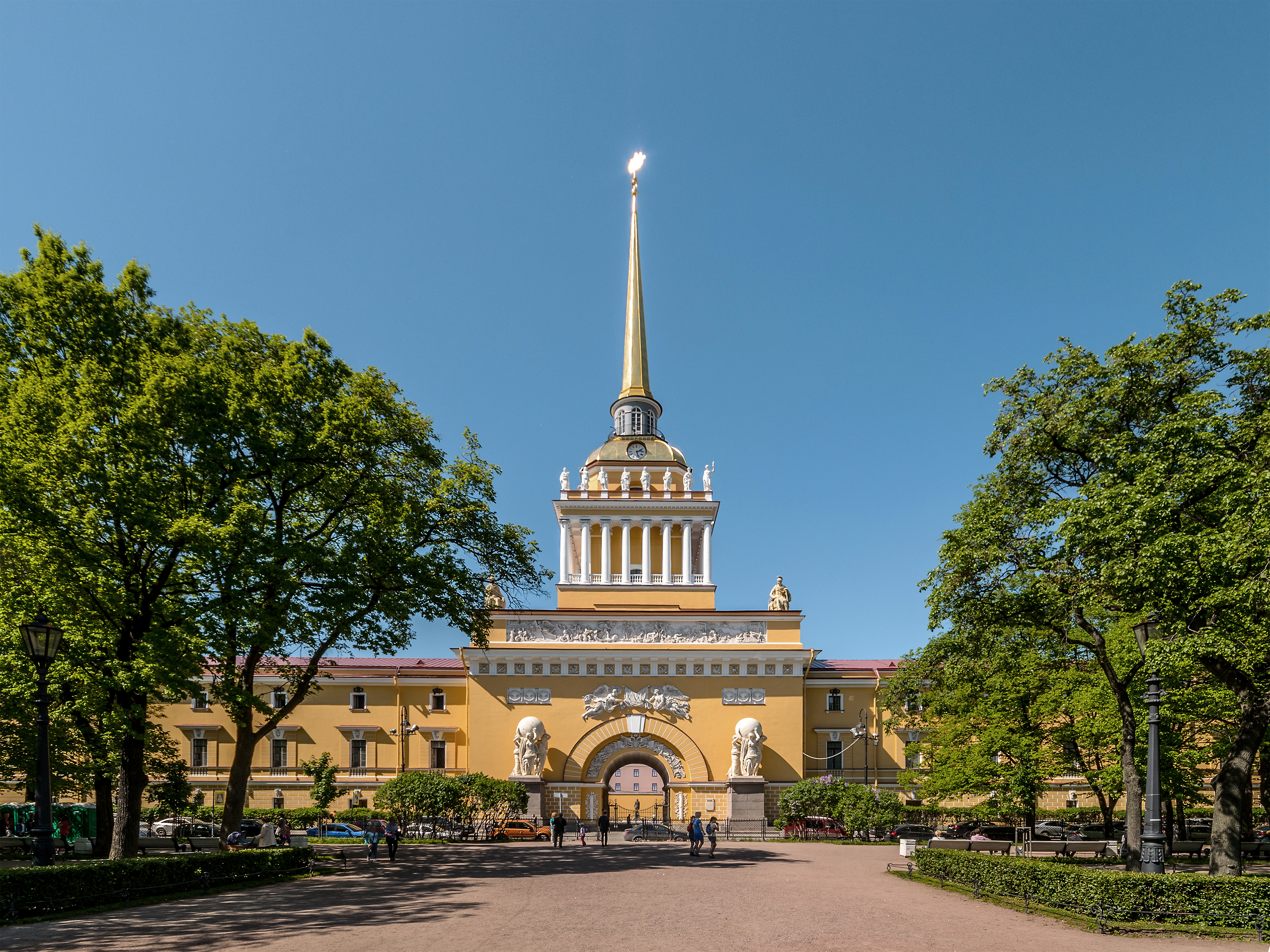
アレクサンドロフスキー公園から見た旧海軍省

旧海軍省（きゅうかいぐんしょう、ロシア語: Адмиралте́йство＝アドミラルテイストゥヴァ、英語：Admiralty）は、ロシア・サンクトペテルブルク・アドミラルティスキー地区にある建物で、かつてロシア海軍省本部がここにあった。現在はロシア海軍総司令部が入居している。
この建物はアンドレヤン・ザハーロフが設計して1806～1823年に建設されたもので、幅400mのファサードを持つ壮大な建造物である。建物の頂上の細い塔の頂上に金の風見鶏があるが、帆船の形をした独特なものである。
北側はネヴァ川に面していて、東側にエルミタージュ美術館、南側はアレクサンドロフスキー公園に面していて、西側に「青銅の騎士」像がある。ここからサンクトペテルブルクの目抜き通りである「ネフスキー大通り」が始まるので、観光名所のひとつでもある。
世界遺産のサンクトペテルブルク歴史地区と関連建造物群の構成の一つである。

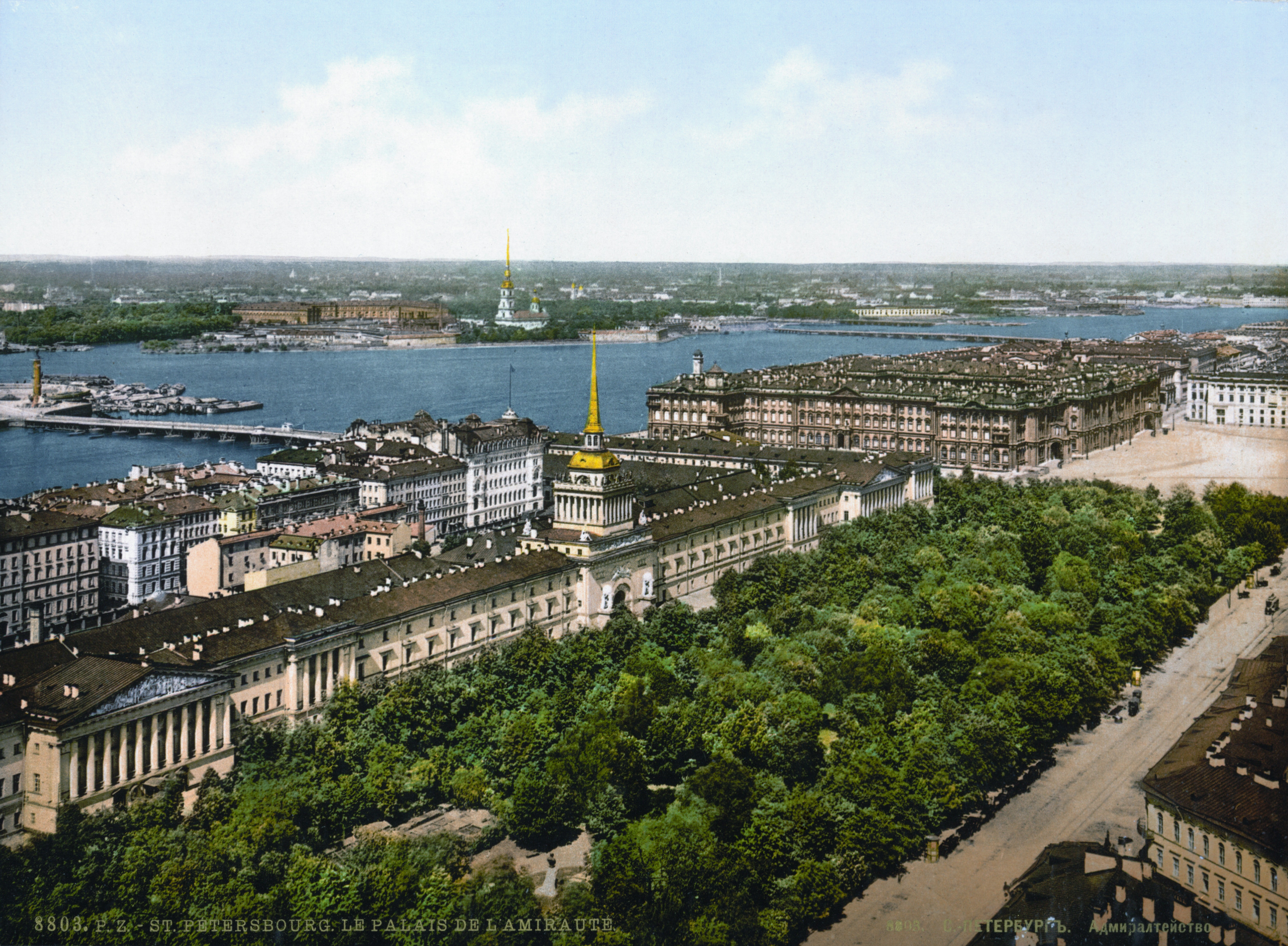
旧海軍省とアレクサンドロフスキー公園の緑地（1900年頃）
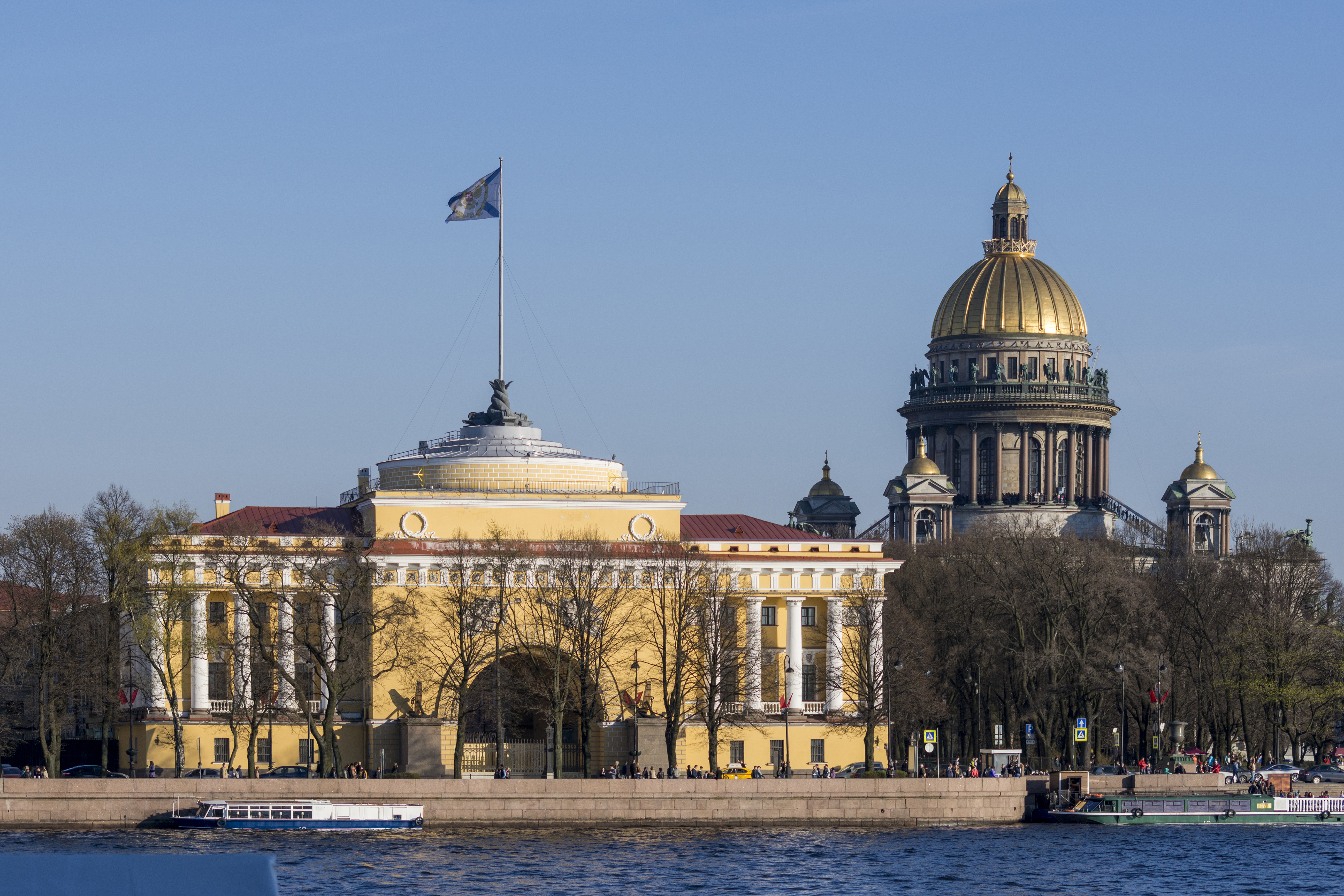
旧海軍省西翼（ワシリエフスキー島より、右側は聖イサアク大聖堂）
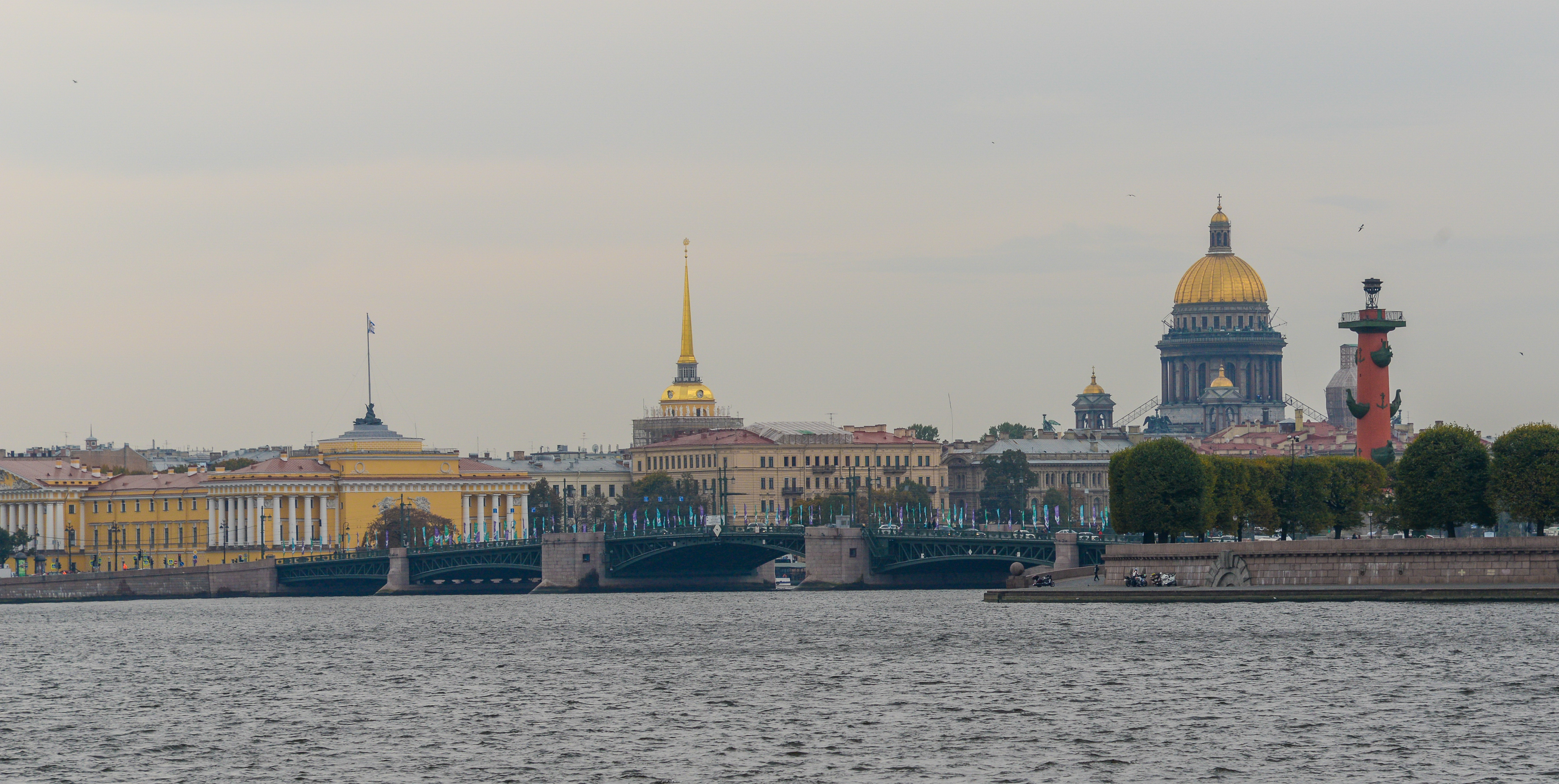
旧海軍省（ペトログラードスキー島（英語版）より、右側は聖イサアク大聖堂とワシリエフスキー島にあるロストラの灯台柱）
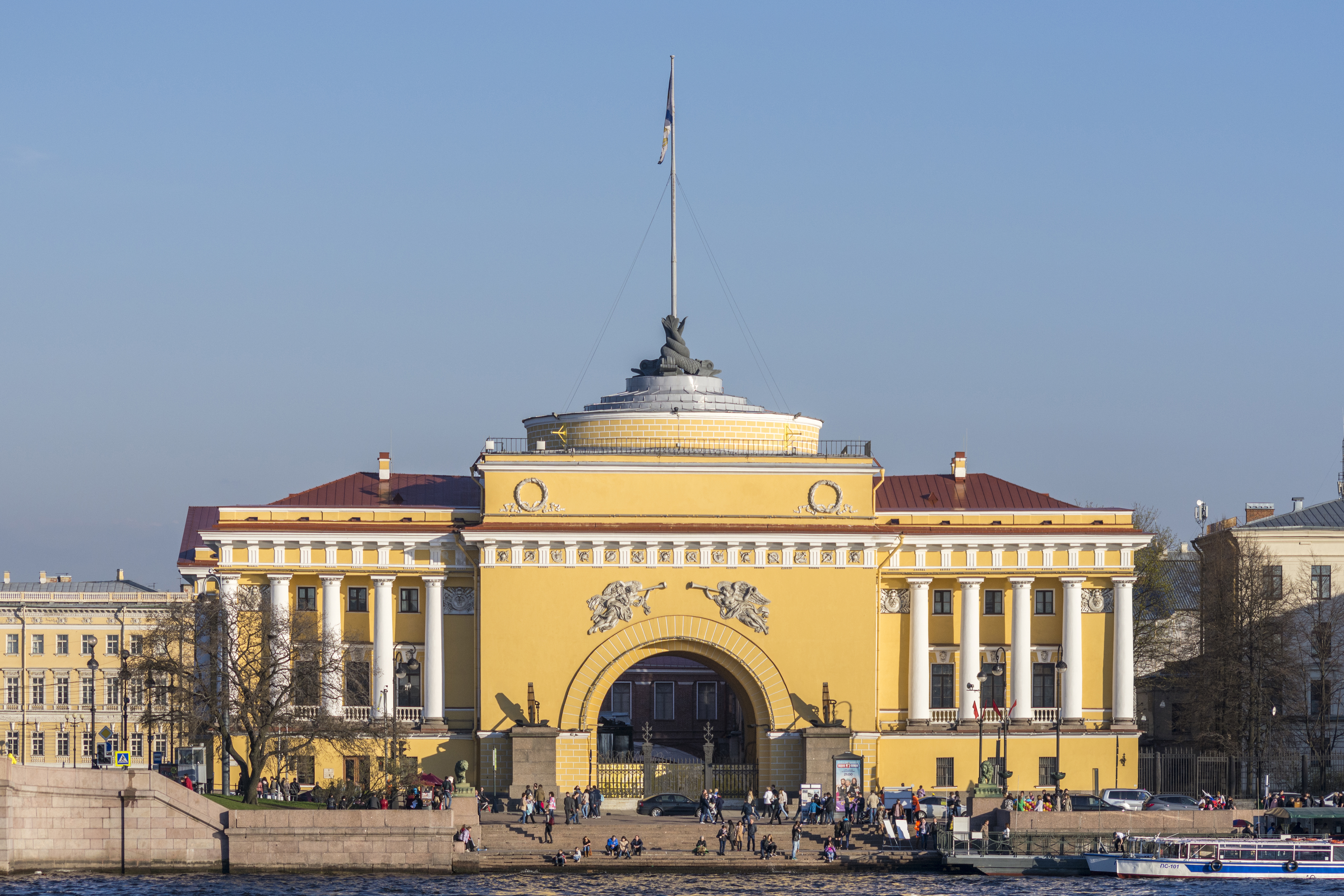
旧海軍省東翼
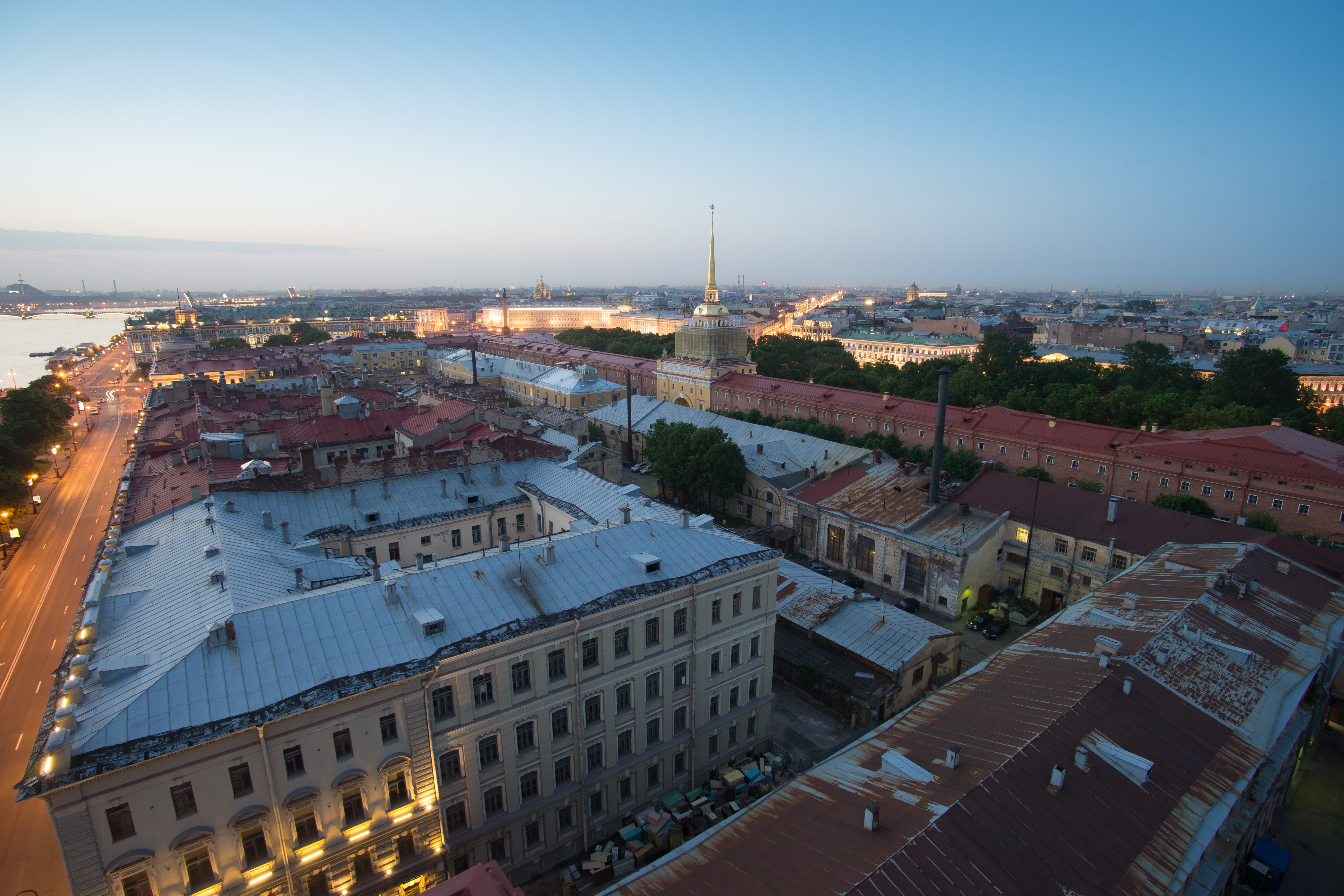
旧海軍省（西側より東側を見る）